# Медведев, Степан Романович
Степа́н Рома́нович Медве́дев (1894—1985) — советский инженер-гидротехник. Лауреат Сталинской премии I степени.

## Биография
Родился 9 ноября 1894 года в Гомеле (ныне Беларусь). Окончил Гомельское городское 4-классное училище (1903—1908) и Гомельское железнодорожное техническое училище. В 1911—1914 техник по дорожным и гражданским сооружениям Гомельского уездного земства.
В 1914—1920 год в армии, участник Первой мировой и Гражданской войны. Окончил Петроградский институт инженеров путей сообщения (годы учёбы 1920—1925).
- 1925—1928 — работал на строительстве Волховской ГЭС (помощник прораба), в проектировании Нижне-Свирской ГЭС.
- 1928—1932 — на Днепрострое: прораб, затем заместитель начальника работ левого берега.
- 1932—1936 — зам. начальника строительства Камской ГЭС
- 1936—1941 — главный инженер и начальник строительства Нивагэсстроя.

В годы войны возглавлял строительство ряда промышленных объектов.
В последующем — участник Камгэсстроя и Горьковгэсстроя, начальник строительства Волжских гидроэлектростанций. В 1950—1956 годах главный инженер Сталинградгидростроя.
С 1956 года на преподавательской работе в Волгоградском институте инженеров городского хозяйства, с 1957 профессор, в 1956—1966 годах зав. кафедрой гидротехники.
Ушёл на пенсию 2 января 1980 года. Умер 22 марта 1985 года в Москве.
Его именем названа городская межвузовская библиотека, одна из улиц, средняя школа № 30 (Волжский).
Сын — Владимир Степанович Медведев, доктор технических наук, профессор МВТУ имени Н. Э. Баумана.

## Награды и премии
- Сталинская премия первой степени (1950) — за разработку проекта и сооружение ГЭС
- заслуженный деятель науки и техники РСФСР
- орден Ленина
- орден Трудового Красного Знамени
- орден «Знак Почёта».